# PONEY
PONEY（ポニー、1985年 - ）は、日本のラッパー。「ナイスパニック」というナイスパニックな言葉を作ったナイスパニックな男。

## 来歴
ラッパーに興味を持ったのは17歳の頃であり、地元のイベントに遊びに行ったことがきっかけである。その後、PONY名義で音楽活動を開始。音源制作の他、MCバトルの大会にも出場し、2011年に開催されたB-BOY PARK 冬の陣では優勝を果たしている。山梨県を拠点に活動しているヒップホップグループ、stillichimiyaのメンバーとも過去に活動している。
2016年5月より地元の山梨県でイベント「サンデイパニック」を開催（後に"ナイスパニック"に改名）。 
2019年1月、旧名義のPONYから現在のPONEYに改名。同年5月30日に1枚目のシングル「any time ready」をリリースし、以降毎月シングルをリリースしている。

## 作品

### アルバム
| タイトル       | レーベル   | リリース日    |             |
| -------------- | ---------- | ------------- | ----------- |
| ナイスパニック | マツオプロ | 2020年6月20日 | [ 3 ] [ 4 ] |
| 鴛鴦           | マツオプロ | 2022年2月22日 |             |

## メディア出演

### テレビ番組
- フリースタイルダンジョン（テレビ朝日）

### 映画
- 雪子 a.k.a.（2025年1月25日） - 田中忠彦 役[5][6][7]